# Sebring International Raceway

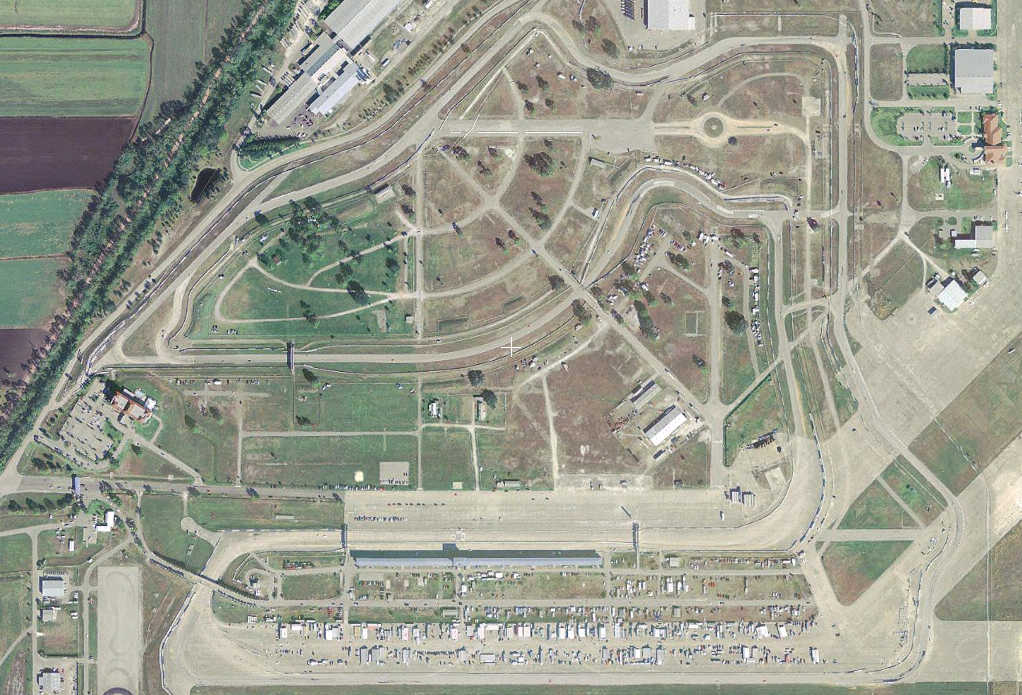
Sebring International Speedway vanuit de lucht.

Sebring International Raceway is een autoracecircuit in Sebring (Florida). Het is een voormalige luchtmachtbasis en een privé vliegveld.
De Sebring Raceway is een van de oudste circuits in de Verenigde Staten. De eerste race werd verreden in 1950.

## Geschiedenis
Sebring zag het levenslicht als een trainingsbasis voor de Amerikaanse luchtmacht. Hier leerden van 1941 tot en met 1947 piloten hoe ze een B-17 Flying Fortress moesten besturen. Na de oorlog werd er een civiele toepassing voor de luchtmachtbasis gezocht. De toepassing kwam er in de vorm van een circuit. De eerste race was op nieuwjaarsavond 1950, een zes-uurs race met 30 deelnemers. Frits Koster en Ralph Deshon wonnen de race.
De eerste 12 uren van Sebring werd gehouden op 15 maart 1952 en groeide uit tot een grote internationale race. In 1959 werd de allereerste Grote Prijs Formule 1 van de Verenigde Staten op dit circuit gereden. Maar door de hoge kosten was er geen herhaling mogelijk.

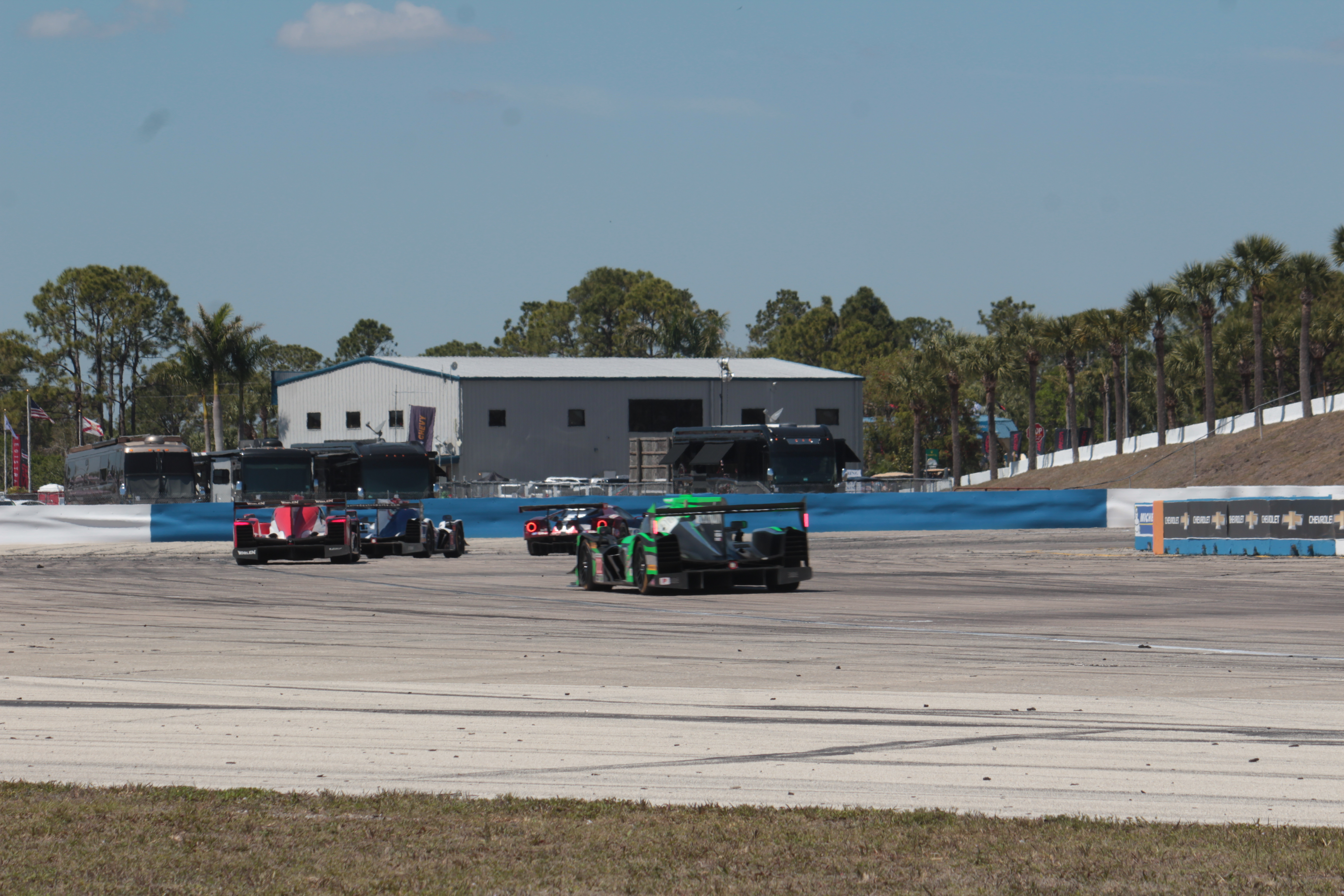
Sunset Bend van Sebring.

Tot 1983 was het circuit 8,66 km lang, daarna werd het circuit veranderd in twee circuits: GP 6,02 km en Club 2,74 km. In 1997 werd het circuit verkocht aan de Panoz Motor Sports Group.

## Evenementen
Het belangrijkste evenement is de 12 uren van Sebring, onderdeel van de American Le Mans Series. In de winter wordt Sebring veel gebruikt voor testen. Dat gebeurt onder meer door teams van een aantal IMSA-kampioenschappen, zoals de ALMS- en de Atlantic-series.

## Computerspel
Met verscheidene computerspellen is het mogelijk om op Sebring International Raceway te racen. Onder andere in Forza Motorsport 2,3,4,5 & 6 en iRacing.com. In iRacing betreft het een zeer accurate digitale versie aangezien deze met een laser gescand is. Ook organiseert iRacing.com jaarlijks de 120 minuten van Sebring waar aan zo'n 800 mensen deelnemen.